# Великополье (Оршанский район)
Великополье (мар. Кугунур) — село в Оршанском районе Республики Марий Эл. Административный центр Великопольского сельского поселения.

## География
Находится в северной части республики Марий Эл на расстоянии приблизительно 14 км по прямой на юго-восток от районного центра посёлка Оршанка.

## История
Известно с 1749 года как починок Ернур, основанный русскими переселенцами с Кукарской волости. В 1759 году в починке в 10 дворах проживали 59 человек, в 1774 году здесь (деревня Русский Ернур) было 38 дворов и 170 жителей. В 1793 года деревня стала селом после постройки деревянной церкви, в 1812 году церковь получила каменное здание. В 1859 году в казённом селе Великопольском в 51 дворе проживали 257 человек, в 1893 году здесь было 73 двора и 394 жителя, в 1915 году 70 дворов и 532 человека, в 1950 году отмечено 62 хозяйства и 254 жителя. В 1961 году к селу присоединена была деревня Большая Лопсола. В 2003 году в селе числилось 185 хозяйствах. В советское время работали колхозы «Путь Ленина», имени Мичурина и имени Шкетана.

## Население
Население составляло 572 человек (мари 81 %) в 2002 году, 563 в 2010.

## Известные жители
Рябинин Филипп Илларионович (1893—1970) — марийский советский партийный, административный и хозяйственный деятель. Член ВКП(б) с 1933 года. Председатель Оршанского районного исполкома Марийской АССР (1938—1940), один из организаторов, председатель колхоза «Куат» Оршанского района МАССР (1940—1941, 1942—1944). Участник Гражданской войны в России и Великой Отечественной войны. Кавалер ордена Ленина (1967).